# Mari Paz Vega
Mari Paz Vega Jiménez (Málaga, 7 de noviembre de 1974) es una torera española . Abandonó sus estudios de administrativo para dedicarse a ejercer como torera. Formó parte de las pocas mujeres toreras que han tomado la alternativa desde que las mujeres torean y la han confirmado en la plaza de toros de Las Ventas Madrid

## Inicios
Creció en el seno de una familia con gran afición al mundo de los toros; su madre era seguidora de Antonio Ordóñez y su padre, Francisco Vega, fue novillero y más tarde mozo de espadas. Además, de sus seis hermanos, tres fueron novilleros sin caballos, y otro Curro fue novillero con picadores que luego se hizo banderillero que en la actualidad sigue con ella. —entre ellos Curro Vega que pertenece a su cuadrilla— y otro de los hermano es su  mozo de espadas. A los nueve años, ante el interés que demostraba, su padre la autorizó a ponerse delante de una becerra, en los años siguientes Mari Paz Vega continuó con su afición probando con vacas más grandes. Se apuntó a la Escuela de Tauromaquia que montó la Diputación de Málaga y con catorce años decidió que quería dedicarse a esta profesión. De los profesores de la escuela de tauromaquia recibió clases del arte de la lidia de la torera retirada Mari Fortes. En 1988 mató su primer novillo, tenía catorce años. En 1989, con quince años, se trasladó a Zaragoza donde Julio Navarro decidió apoderarla y se puso por primera vez el traje de luces en la localidad de Cariñena (Zaragoza) el 15 de agosto de 1991, toreó un total de 20 novilladas sin picadores.
Su primera actuación con novillos sin picador fue en 1988, con catorce años. En 1991 actuó en dos novilladas. Lidió un total de seis novilladas sin picadores en 1992, en 1993 actuó en veintiocho novilladas sin caballos y en dos con picadores, el 31 de agosto de ese mismo año fue su presentación en Fuengirola, acompañada por Cristina Sánchez y Yolanda Carvajal —que también debutó con picadores—; le cortó una oreja al novillo de Javier Buendía. Mari Paz Vega permaneció durante cuatro años como novillera con picadores. [cita requerida]

## Trayectoria
Tomó la alternativa en Cáceres el 29 de septiembre de 1997, se anunció en cartel con Cristina Sánchez y Antonio Ferrera en la lidia de reses de José Luis Marca. El toro de la ceremonia se llamó «Carpintero» al que le cortó una oreja, vestía un terno azul marengo y oro en una corrida goyesca. Fue la primera mujer en la historia que tomó la alternativa en España.
Confirmó la alternativa en Las Ventas el 3 de julio de 2005, acartelada con David Luguillano y Curro Díaz con toros de Javier Pérez Tabernero. Fue la segunda mujer en confirmar la alternativa en Las Ventas después de la confirmación de Cristina Sánchez. Esa tarde vistió de verde esperanza y oro, el toro de la ceremonia fue «Cantinillo» de 650 kg.
Ante la falta de oportunidades en España, México y Venezuela han sido dos países muy importantes en su trayectoria que le han permitido seguir en activo. El debut en América se produjo en Maracay el 18 de octubre de 1998, alternó con «El Mito» y Tomás Campuzano. El primer toro lidiado en América se llamó «Balconero» con 455 kg, de la ganadería de Los Aranguez.

## Corridas lidiadas
- 15 de noviembre de 1998, en la plaza de toros Monumental de Maracaibo (Venezuela), 2ª corrida de la Feria de la Chinita, compartió cartel con José Pacheco «El Califa» y Johnny Zambrano más conocido como Curro Ortega «el Marabino», cortó dos orejas a los toros de su lote.
- 16 de abril de 2000, debut y confirmación de alternativa en México, 5º festejo de la temporada de primavera, compartió cartel con Rodolfo Rodríguez «el Pana» y Arturo Velázquez «el Tallín», ganadería de Los Ébanos, plaza Monumental de Ciudad de México.[13]
- 13 de agosto de 2004, compartió cartel con Ricardo Ortiz y Martín de Antequera, se lidiaron toros de la ganadería de Gabriel Rojas, plaza de toros La Malagueta[14]
- Noviembre 2004, Maracaibo (Venezuela), 3ª corrida de ciclo, triunfadora de la feria tras cortar dos orejas y un rabo[15]
- 22 de enero de 2006, compartió cartel con Luis Miguel Encabo y Cristóbal Pardo jr. con toros de Armerías, plaza de Bogotá (Colombia)[12]
- 14 de agosto de 2008, 4º festejo de abono de la Feria de Málaga, compartió cartel con Carlos Lima de Estepona «Lima de Estepona» y Salvador García, plaza de La Malagueta.[16]
- 18 de julio de 2012, compartió cartel con Francisco Palazón y Fernando Roca Rey (hermano de Andrés Roca Rey), ganadería Vistahermosa, plaza La Bambalitana en Bambamarca provincia de Hualgayoc (Perú)[17]
- 19 de julio de 2012, compartió cartel con Juan Carlos Cuevas y Alejandro Esplá, ganadería de Mondeño, plaza La Bambalitana en Bambamarca provincia de Hualgayoc (Perú)[17]
- 30 de enero de 2017, primera corrida de la feria de san Cristóbal, compartió cartel con Cristóbal Pardo y César Venegas, cortó dos orejas a uno de sus dos toros de la ganadería de Campolargo, en Venezuela[18]
- 23 de abril de 2017, corrida de toros, mano a mano con Jorge de Jesús «el Glison», ganadería La Trasquilla, plaza Tinún, Campeche (México)[19]
- 4 de marzo de 2019, corrida de toros del Carnaval de Autlán de la Grana (México), figuró en un cartel formado íntegramente por toreras: Lupita López, Karla de los Ángeles, Paola San Román, Rocío Morelli y la rejoneadora Karla Santoyo, ganadería de San Marcos, plaza de Jalisco (México)[20]
- 3 de mayo de 2019, compartió cartel solo con toreras, Karla Santoyo, Hilda Tenorio (herida), Lupita López, Karla de los Ángeles y Paola San Román, cortó dos orejas de los toros de la ganadería de Santoyo que lidió, plaza de Puebla (México)[21]

## Logros y premios
El 13 de marzo de 2011 cortó dos orejas en la Plaza México, siendo la única mujer en conseguirlo hasta la fecha. Además, es la primera mujer en superar los 20 años en la profesión.[cita requerida]
Durante este tiempo ha recogido numerosos galardones y premios:
- Trofeo al Mejor Toreo de Capote de la Feria de Málaga de 2005.[23]
- Premio a la Mejor Estocada de la Temporada Grande de México en 2011.[23]
- Premio San Sebastián de Oro como triunfadora de la Feria de San Cristóbal en Venezuela en 2017[24]